# إيشيرو سوزوكي
إيشيرو سوزوكي (باليابانية: 鈴木一郎) هو مهندس ياباني، ولد في 14 فبراير 1937 في طوكيو في اليابان.